# 1715
1715 (MDCCXV) var ett normalår som började en tisdag i den gregorianska kalendern och ett normalår som började en lördag i den julianska kalendern.

## Händelser

### Mars
- 24 mars – Ulrika Eleonora gifter sig med Fredrik av Hessen-Kassel.

### April
- 13 april – Svenska flottan besegras av den danska i sjöslaget i Femer bält.
- 28 april – Preussen och Hannover sluter ett gemensamt fördrag mot Sverige, varvid Preussen förklarar Sverige krig.

### Maj
- 3 maj - I Stockholm inträffade en total solförmörkelse.[1]

### Juni
- 7 juni – Danmarks ockupation av Bremen-Verden upphör, och Bremen-Verden säljs till Hannover.[2]

### Juli
- 28 juli – Sjöslaget under Rügen mellan den svenska och danska flottan slutar oavgjort.[3]

### Oktober
- 4 oktober – Hannover förklarar Sverige krig.[3]

### November
- 5 november – Svenskarna besegras av danskarna och preussarna i slaget vid Stresow varefter Rügen ockuperas.

### December
- 11 december – Karl XII lämnar Stralsund.
- 12 december – Stralsund kapitulerar till danskarna och preussarna.
- 13 december – Karl XII landstiger vid Skåre läge nära Trelleborg.
- 29 december – Karl XII låter adla bröderna Lars "Lasse i Gatan" och Christian Gathe med namnet Gathenhielm för deras insatser som kapare i rikets tjänst.

### Okänt datum
- Cirka 12 000 finska flyktingar uppges leva i Stockholm, vilket motsvarar en femtedel av stadens befolkning.
- På grund av att ryssarna i slaget vid Rilax året innan segrade tack vare sin galärflotta börjar man bygga en svensk sådan, vilken kommer att benämnas "Skärgårdsflottan".

## Födda
- 4 juli – Christian Fürchtegott Gellert, tysk skald och filosof.
- 4 augusti – Charlotte Sophie av Aldenburg, tysk regent.
- 5 november – Felix av Nicosia, italienskt helgon.
- 13 november – Dorothea Erxleben, tysk läkare.

## Avlidna
- 7 januari – François Fénelon, fransk präst, teolog och andlig författare.
- 1 september – Ludvig XIV, kung av Frankrike sedan 1643.
- 24 november – Hedvig Eleonora av Holstein-Gottorp, drottning av Sverige 1654–1660, gift med Karl X Gustav.
- Fatuma binti Yusuf al-Alawi, regerande drottning av Unguja.

### Fotnoter
1. ↑   113 år till nästa gång, Sydsvenskan, 30 dec 2012 (läst 20 juli 2020)
2. ↑  World Statesmen (läst 6 april 2011)
3. 1 2  ”Stora nordiska kriget 1700-1721”. Arkiverad från originalet den 24 maj 2012. http://archive.is/2012.05.24-200119/http://hem.passagen.se/ludde81/historia/krig/nya_tidens_krig/138_stora_nordiska_kriget.html. Läst 3 april 2011.